# Stojići (Kosjerić)
Pour les articles homonymes, voir Stojići.
Stojići (en serbe cyrillique : Стојићи) est un village de Serbie situé dans la municipalité de Kosjerić, district de Zlatibor. Au recensement de 2011, il comptait 105 habitants.

## Démographie
| 1948 | 1953 | 1961 | 1971 | 1981 | 1991 | 2002 | 2011 |
| ---- | ---- | ---- | ---- | ---- | ---- | ---- | ---- |
| 473  | 484  | 455  | 337  | 291  | 212  | 159  | 105  |

|  |

## Tourisme
Pour les amateurs de tourisme rural, Stojići offre quelques possibilités d'hébergement.